# Steven Matz
Steven Jakob Matz (Stony Brook, 29 maggio 1991) è un giocatore di baseball statunitense, che gioca come lanciatore partente per i St. Louis Cardinals della Major League Baseball "MLB".

## Minor League (MiLB)
Steven Matz fu selezionato al 2º giro del draft amatoriale del 2009 come 72ª scelta dai Mets. La sua carriera subì un iniziale stop, in quanto dopo aver sentito un fastidio al gomito, dovette sottoporsi alla Tommy John surgery per riparare il legamento collaterale ulnare del gomito, una procedura a cui moltissimi lanciatori sono soggetti.
Debuttò quindi nelle leghe minori a livello rookie nel 2012 con i Kingsport Mets della Appalachian League, finendo la stagione con 2 vittorie e una sconfitta, 1.55 di Media PGL e .158 alla battuta contro di lui in 6 partite tutte da lanciatore partente (29.0 inning). Nel 2013 passò al livello A nella South Atlantic League con i Savannah Sand Gnats, finendo con 5 vittorie e 6 sconfitte, 2,62 di ERA e .225 alla battuta contro di lui in 21 partite tutte da partente (106.1 inning), compreso uno shutout. 
Il 20 novembre 2013 venne inserito nel roster dei New York Mets, per essere protetto dal Rule 5 Draft. Nel 2014 giocò con due squadre chiudendo con 10 vittorie e 9 sconfitte, 2.24 di ERA e .251 alla battuta contro di lui in 24 partite tutte da partente (140.2 inning) con una partita giocata interamente.
Nel 2015 giocò con tre squadre diverse chiudendo con un record di 8 vittorie e 4 sconfitte, 2.05 di ERA e .208 alla battuta contro di lui in 19 partite di cui 18 da partente (105.1 inning).

## Major League (MLB)

### New York Mets (2015-presente)
Ha debuttato in MLB il 28 giugno 2015, al Citi Field di New York contro i Cincinnati Reds. Il primo battitore da lui affrontato, Brandon Phillips, mise a segno un fuoricampo. Tuttavia, Matz superò l'iniziale nervosismo e finì per vincere la partita, lanciando 7 inning e 2/3 e concedendo solo un altro fuoricampo, a Todd Frazier. Il suo tabellino finale fu di 6 strikeout, a fronte di 5 valide e 3 basi ball concesse. La parte migliore del suo debutto fu però la prestazione in battuta, con 3 valide su 3 turni di battuta, fra cui un doppio, e ben 4 punti battuti a casa, record per la partita di debutto di un rookie nella storia dei Mets. Il 6 luglio venne inserito nella lista degli infortunati a causa di un parziale stiramento al muscolo laterale sinistro del torace, rimanendo fuori fino al 1º settembre. Chiuse la sua stagione con 4 vittorie e nessuna sconfitta, 2.27 di ERA e .250 alla battuta contro di lui in 6 partite tutte da partente (35.2 inning). 
Il 15 agosto 2016 venne inserito nella lista infortuni per una diminuzione di forza nella spalla sinistra, che lo costrinse a rimanere fermo fino a fine stagione, inoltre fu sottoposto ad un'operazione per rimuovere un grosso sperone osseo nel gomito sinistro. Chiuse la stagione con 9 vittorie e 8 sconfitte, 3.40 di ERA e .257 alla battuta contro di lui in 22 partite tutte da partente (132.1 inning), lanciando prevalentemente una sinker con una media di 93.90 mph.
Il 30 marzo 2017 è stato inserito nella lista infortunati (dei 10 giorni) per stiramento al tendine flessore del gomito sinistro.
Il 27 gennaio 2021, i Mets cedettero Matz ai Toronto Blue Jays in cambio di Sean Reid-Foley, Yennsy Díaz e il giocatore di minor league Josh Winckowski. Divenne free agent a fine stagione.
Il 29 novembre 2021, Matz firmò un contratto quadriennale dal valore complessivo di 44 milioni di dollari con i St. Louis Cardinals.

## Palmarès

### MLB
- Esordiente del mese: 1

NL: maggio 2016

### MiLB
- (3) MiLB.com Organization All-Star (2013, 2014, 2015)
- (1) Baseball America AAA All-Star (2015)
- (1) Baseball America AA All-Star (2014)
- (1) Mid-Season All-Star della Florida State League "FSL" (2014).